# .aq
.aq is het achtervoegsel van domeinnamen in Antarctica. .aq-domeinnamen zijn bedoeld voor organisaties die er werken en die het continent promoten. De domeinnaam wordt beheerd door Peter Mott van Mott & Associates in Auckland, Nieuw-Zeeland.

Antarctica